# Craterostigma niamniamense
Craterostigma niamniamense är en tvåhjärtbladig växtart som först beskrevs av Fischer och Frank Nigel Hepper, och fick sitt nu gällande namn av Fischer, Schäferhoff och Müller. Craterostigma niamniamense ingår i släktet Craterostigma och familjen Linderniaceae. Inga underarter finns listade i Catalogue of Life.